# 張倩 (中國藝人)
張倩，中國湖南長沙人，漢族，女演員及平面模特。
張倩畢業於中央戲劇學院02級表演系。代表作為《魔幻手機》中飾演的孫飛燕，以及《寶蓮燈前傳》飾演的狐妹。

## 电视剧
| 年份   | 剧名                  | 角色       |
| 2008年 | 《魔幻手機》          | 孫飛燕     |
| 2009年 | 《寶蓮燈前傳》        | 狐妹       |
| 2009年 | 《鸽子哨》            | 瑛子       |
| 2010年 | 《雪豹》              | 小林惠子   |
| 2011年 | 《王海涛今年41》      | 林晓花     |
| 2011年 | 《伏弩》              | 宋小春     |
| 2013年 | 《龙门镖局》          | 马行老板娘 |
| 2014年 | 《魔幻手机2傻妞归来》 | 孫飛燕     |

## 外部連結
- 張倩介紹_圖片_作品-猫眼電影